# Spinomantis fimbriatus
Spinomantis fimbriatus (Glaw and Vences, 1994) è una rana della famiglia Mantellidae, endemica del Madagascar.

## Biologia
È una specie arboricola.

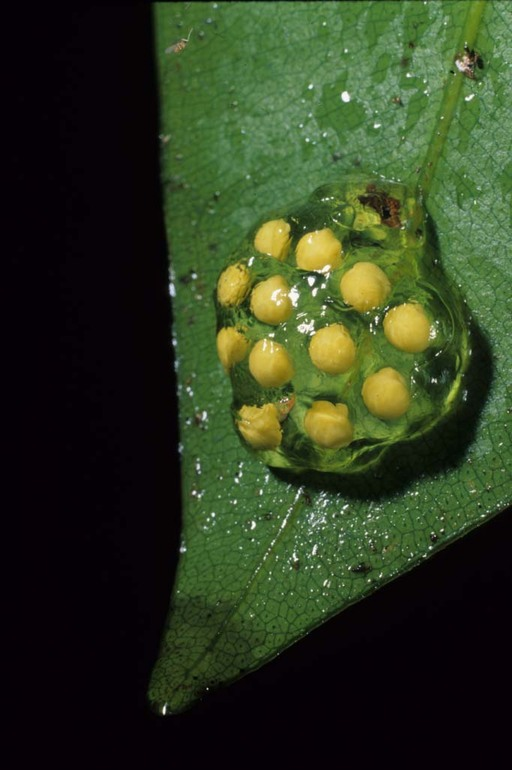
Uova

La femmina depone le uova in masse gelatinose adese alle foglie dei rami aggettanti sugli specchi d'acqua. Alla schiusa delle uova i girini cadono nell'acqua sottostante, dove completano il loro sviluppo.

## Distribuzione e habitat
La specie è diffusa nelle foreste pluviali del versante nord-orientale del Madagascar.

## Conservazione
La IUCN Red List classifica S. fimbriatus come specie a rischio minimo (Least Concern).
Parte del suo areale ricade all'interno del Parco nazionale di Marojejy, del Parco nazionale di Masoala e della Riserva speciale di Analamazaotra.